# Генрі Черчилль де Мілль
Генрі Черчилль де Мілль (17 вересня 1853 — 10 лютого 1893) — американський бізнесмен і Джорджист, батько піонерів кіно Сесіля Б. де Мілля та Вільяма К. де Мілля, а також дідусь по батьковій лінії танцівниці та хореографки Аґнес де Мілль.

## Життєпис
Генрі Черчилль де Мілль народився на фермі у Вашингтоні (штат Північна Кароліна). Він був сином бізнесмена та політика Вільяма Едварда де Мілля (1824—1873) та Маргарет Муттер Блаунт Хойт де Мілль (1835—1911). Він отримав ступені бакалавра та магістра в Колумбійському коледжі в 1875 і 1879 роках. Згодом він обіймав посаду віце-директора Академії Локвуд у Брукліні. Такоє викладав кілька семестрів у Колумбійській граматичній школі в Мангеттені.
У 1876 році де Мілль одружився з Матильдою Беатріс «Бебе» Самуель (1853—1923), уродженкою Ліверпуля, яка приїхала до Америки разом зі своїми батьками, коли їй було близько вісімнадцяти років. Їхній син Вільям К. ДеМілль народився в 1878 році, Сесіл Б. ДеМілль в 1881 році й донька Аґнес де Мілль через десять років.
Перебуваючи вдома в Помптоні, штат Нью-Джерсі, де Мілль захворів на пневмонію і помер там після короткої боротьби 10 лютого 1893 року. У нього залишилися дружина та діти, хоча його маленька донька стала жертвою спінального менінгіту лише через два роки. Через два місяці після смерті де Мілля його вдова заснувала Школу для дівчат Генрі К. Де Мілля в Помптоні та відкрила офіс на Бродвеї.

## Театральна кар'єра
Він почав працювати в аматорському театрі, а потім як актор в організації А. М. Палмера, а потім повернувся до викладання в Американській академії драматичного мистецтва. До 1882 року де Мілль працював у театрі Медісон Сквер, рецензуючи та пізніше переглядаючи представлені п'єси, під час яких він познайомився з драматургами Стілом Маккеєм та Девідом Беласко.
10 грудня 1883 року перша авторська п'єса де Мілля «Дочки Джона Делмера; або Обов'язок» (англ. John Delmer's Daughters, or Duty) відбулася в театрі Медісон Сквер і закрилася через тиждень. Через три роки, 18 вересня 1886 року, у старому театрі «Ліцей» відбувся показ вестерн-мелодрами «Мейнлайн; або Y Роусона» (англ. Main Line, or Rawson's Y), написаної у співпраці з Чарльзом Барнардом. П'єса, історія кохання, яка розгортається на віддаленій залізничній і в телеграфній станції, отримала теплі рецензії ввечері прем'єри. Трохи пізніше де Мілль об'єднав зусилля у спільній роботі з Девідом Беласко, яка виявилася більш касово привабливою серед театральної публіки.
Їхньою першою постановкою стала драма на чотири дії «Дружина» (англ. The Wife), прем'єра якої відбулася в театрі «Ліцей» 1 листопада 1887 року під керівництвом Даніеля Фромана. П'єса була добре сприйнята, і після її завершення обох авторів покликали на уклін. «лорд Чамлі; або Лицар Ламмі Тума» (англ. Lord Chumley; or the Knight of Lummy Tum), комедія на три дії, написана для Е. Х. Сотерна, була добре прийнята 21 серпня 1888 року, а їхня драма на три дії «Благодійний бал» (англ. The Charity Ball), що стала ще одним успіхом, дебютувала в театрі «Ліцей» 19 листопада. 1889. У наступному сезоні вони поставили «Чоловіків і жінок» (англ. Men and Women). Драма вийшла на екрани 20 жовтня 1890 року, а головну роль зіграла Мод Адамс у сюжеті про бізнес і політику в Америці.
Беласко та де Мілль вирішили розійтися до 1891 року. Пізніше того ж жовтня де Мілль випустив «Втрачений рай» (англ. The Lost Paradise), його адаптацію п'єси Людвіґа Фульди «Das Verlorene Paradies». Постановка компанії Чарльза Фромана виявилася ще одним успіхом і була визнана найкращою роботою де Мілля на сьогодні. Закінчуючи «Втрачений рай», де Мілль прочитав відомий трактат Генрі Джорджа «Прогрес і бідність» і одразу став відданим джорджистським «єдиноподатником». Де Мілль хотів написати фінальну частину до «Втраченого раю» під назвою «Земля обітована» на основі вчень Джорджа, але де Мілль помер від черевного тифу менш ніж через рік і до того, як він був закінчений.